# Mwaghavul (langue)
Pour les articles homonymes, voir Mwaghavul.
Le mwaghavul, ou sura, est une langue afro-asiatique tchadique parlée au Nigeria par les Mwaghavul dans l’État de Plateau.

## Écriture
| a | b | ɓ | c | d | ɗ | e | f | g | h | i | ɨ | j | k  |
| l | m | n | o | p | r | s | t | u | v | w | y | z | zh |

Plusieurs digrammes sont utilisés dans l’orthographe : gh, ng, sh, zh, etc.